# 장건 (박성후)
장건(張建, ? ~ ?)은 전한 후기의 제후로, 경조윤 장안현 사람이다.

## 행적
오봉 원년(기원전 57년), 아버지 장장의 뒤를 이어 박성후(博成侯)에 봉해졌다.
아내 양읍공주의 곁에서 계집종과 간통하였고, 자주 술주정으로 아내에게 욕설을 하여 작위가 박탈되었다.

## 출전
- 반고, 《한서》 권17 경무소선원성공신표